# Cimarrones de Sonora "B"
El Cimarrones de Sonora "B" es un equipo de fútbol de México. Es un equipo filial de Cimarrones de Sonora que juega en el grupo XVII de la Tercera División de México. Juega sus partidos de local en el Estadio Héroe de Nacozari.

## Historia
Anteriormente conocido como "Cimarrones Premier" y hoy en día como "Cimarrones TDP", es un equipo que forma parte del grupo XVII de la Tercera División de México.
Durante las primeras temporadas de Cimarrones en la Liga de Ascenso, el club decidió mudar su filial de Segunda División a la Ciudad de Guaymas, Sonora, naciendo "Cimarrones Guaymas". No obstante, la filial sólo duró 1 año en el puerto.
Oficialmente, en su momento, el club tuvo derecho a ascenso, pues no era filial perteneciente a un equipo de Liga MX. Sin embargo su situación cambió, ya que a partir de la temporada 2018-19 obtuvo todas las características de una filial sin derecho a ascenso.
Llegó a la final del torneo de filiales Apertura 2022 de la Segunda División de México, cayendo por global de 7-3 contra el Pachuca "B".
El equipo disputaba sus encuentros de local en el estadio Miguel Castro Servín, inmueble de la Universidad de Sonora, pero a partir de la jornada 13 del Torneo 2018/2019 de la Liga Premier MX cambiaron su sede al Estadio Héroe de Nacozari, igual que el primer equipo.
El día 12 de mayo de 2024 la principal filial de Cimarrones de Sonora se consagró campeón de filiales de la temporada 2023-24 de la Liga Premier MX, venciendo a Mineros de Fresnillo con global de 3-2, remontando en su casa el Estadio Héroe de Nacozari. Con este resultado, el primer equipo suma un subcampeonato de Segunda División de México y un campeonato y otro subcampeonato en la misma división pero en la categoría de filiales.
Al finalizar el Torneo Clausura 2024 la directiva decidió poner en venta el certificado de afiliación del club en la Liga de Expansión por las pocas ganancias que generaba, sin embargo la continuidad de los Cimarrones fue asegurada a través de los equipos representativos que el club mantiene en la Liga Premier - Serie A y en la Liga TDP. De esta manera, el anterior equipo "B" de Cimarrones se convirtió en la escuadra principal de la institución, por lo que el segundo equipo del club pasó a ser el que anteriormente militaba en la Liga TDP.

### Cimarrones de Sonora "C"
Conocido anteriormente como "Cimarrones TDP", fue un equipo que formaba parte del grupo XVII de la Tercera División de México.
Después de la desaparición de Poblado Miguel Alemán FC en julio de 2016, Cimarrones mudó su franquicia de Tercera División de México de la Comisaría Miguel Alemán, Bahía de Kino a la Ciudad de Hermosillo.
Llegaron a la final de la Tercera División de México en dos ocasiones, mismas que perdieron. En la Temporada 2020-21, en la categoría de equipos filiales o sin derecho a ascenso, cayeron por marcador global de 1-0 contra Dorados "C". Mientras que en la Temporada 2021-22, en la categoría de equipos filiales o sin derecho a ascenso, también cayeron pero esta vez contra el equipo de Tecos "B" por marcador global de 4-0.
El equipo formó parte del Grupo XVII de la Tercera División Mexicana. Sus encuentros los disputaba en la Unidad Deportiva "La Milla" de la Universidad de Sonora.
En la Temporada 2023-24 de la Tercera División de México, Cimarrones de Sonora “C” logró el hito de ser el líder de la clasificación general, obteniendo el primer lugar de 218 equipos.
Al ser el 1° de 218 equipos, obtuvo los siguientes números: 18 juegos jugados; 14 ganados, 4 empatados y 0 perdidos. 45 goles a favor y 13 en contra, para una diferencia de +32. Dichos datos le valieron para obtener 50 puntos y una efectividad de 2.7778%.
La histórica Temporada 2023-24 de la Tercera División de México cerró con broche de oro. El domingo 19 de mayo de 2024 se disputó el partido de vuelta de la final de filiales. En el partido de ida en el Estadio Nemesio Díez el Deportivo Toluca Fútbol Club ganó el partido por marcador de 1-0, dejando todo para el partido de vuelta.
En el Estadio Héroe de Nacozari los “Cimarrones de Sonora TDP” vencieron a Toluca en los 90 minutos, con marcador de 2-1, llevando el encuentro a tiempos extra. Fue en el segundo tiempo extra cuando Cimarrones anotó el tercer tanto que puso el encuentro 3-1 y el marcador global 3-2. Cimarrones de Sonora TDP logró su primer título en la Tercera División de México. Con este resultado, el club sumó un campeonato y dos subcampeonatos en la tercera división pero en la categoría de filiales.
El equipo "C" de Cimarrones dejó de existir en junio de 2024 debido a los cambios estructurales del club, por lo que la escuadra de Liga TDP se convirtió en el equipo "B" del club.

## Temporadas
| Temporada     | División          | Posición                          |
| ------------- | ----------------- | --------------------------------- |
| Apertura 2015 | 3.Segunda Serie A | 4o. Grupo I                       |
| Clausura 2016 | 3.Segunda Serie A | 3o. Grupo I                       |
| Apertura 2016 | 3.Segunda Serie A | 15o. Grupo I                      |
| Clausura 2017 | 3.Segunda Serie A | 12o. Grupo I                      |
| Apertura 2017 | 4.Segunda Serie B | 14o. Grupo I                      |
| Clausura 2018 | 4.Segunda Serie B | 11o. Grupo I                      |
| 2018/2019     | 3.Segunda Serie A | 16°. Grupo I (Descenso)           |
| 2019/2020     | 3.Segunda Serie A | 15°. Grupo I                      |
| 2020/2021     | 3.Segunda Serie A | 12°. Grupo I                      |
| Apertura 2021 | 3.Segunda Serie A | 10°. Grupo I                      |
| Clausura 2022 | 3.Segunda Serie A | 6°. Grupo I                       |
| Apertura 2022 | 3.Segunda Serie A | 5°. Grupo I (Subcampeón Filiales) |
| Clausura 2023 | 3.Segunda Serie A | 5°. Grupo I (Semifinal Filiales)  |
| 2023/2024     | 3.Segunda Serie A | 7.º Grupo I (Campeón Filiales)    |